# Круша (Софийская область)
Круша (болг. Круша) — село в Болгарии. Находится в Софийской области, входит в общину Драгоман. Население составляет 37 человек (2022).

## Политическая ситуация
Круша подчиняется непосредственно общине и не имеет своего кмета.
Кмет (мэр) общины Драгоман — Андрей Иванов (ГЕРБ) по результатам выборов в правление общины.